# Arctornis fenestriculata
Arctornis fenestriculata är en fjärilsart som beskrevs av Embrik Strand 1910. Arctornis fenestriculata ingår i släktet Arctornis och familjen tofsspinnare. Inga underarter finns listade i Catalogue of Life.